# كاتي هالبر
كاثرين روز هالبر (من مواليد 11 يوليو 1980/1981) هي ممثلة كوميدية وكاتبة ومخرجة أفلام ومذيعة بودكاست ومعلقة سياسية أمريكية. مضيفة بودكاست The Katie Halper Show وتشارك في استضافة بودكاست Useful Idiots مع مات تايبي.

## النشأة والتعليم
ولدت هالبر في مدينة نيويورك. نشأت في ريفرسايد درايف في الجانب الغربي الشمالي لمنهاتن.   تخرجت من مدرسة دالتون، ومن جامعة ويسليان في عام 2003.   من أصول يهودية من أوروبا الشرقية، وصفت نفسها بأنها يهودية علمانية.   والدها طبيب نفسي ووالدتها أستاذة لغة إنجليزية وروائية. 

## الحياة المهنية
بعد تخرجها من جامعة ويسليان، عملت هالبر مديرة تطوير لمركز تلفزيون وسط المدينة (DCTV)، وهو مركز تعليمي إعلامي غير ربحي ودار إنتاج وثائقي. كما نسقت حملات الأجور المعيشية والعمل في مدينة نيويورك وفلوريدا.  قامت هالبر أيضًا بتدريس التاريخ في جامعتها الأم: مدرسة دالتون. 

### الكوميديا
بدأت حياتها المهنية في  الكوميديا الارتجالية. قامت بعروض كوميدية في عدة أماكن منها سيمفوني سبيس، مشروع الثقافة في نيويورك، مهرجان أدنبرة فرينج، مهرجان الكوميديا في العاصمة، وفي نيت روتس نيشن. غنت أيضًا ضمن فعاليات الندوة السنوية لمجلة الأمة. غنت مع Lizz Winstead، وMarkos Moulitsas، وThe Yes Men، وسينثيا نيكسون، وJim Hightower.

### النشاط السياسي
تشغل هالبر منصب المدير الوطني لمنظمة العيش بحرية وهي المؤسس المشارك لمبادرة الضحك بحرية، وكلاهما يعزز العمل السياسي على أساس التفاعل الاجتماعي.  

### في السينما
كانت مديرة التوعية للفيلم الوثائقي The Take (2004) لآفي لويس ونعومي كلاين.  يدور الفيلم الوثائقي حول الحركة العمالية في بوينس آيرس بالأرجنتين وتم عرضه في مهرجان تورونتو السينمائي الدولي ومهرجان البندقية السينمائي ومنتدى الأفلام. 
أول فيلم من إخراج هالبر بعنوان La Memoria es Vaga (2005)، وهو فيلم وثائقي عن وادي الشهداء والذاكرة التاريخية في إسبانيا ما بعد فرانكو. عُرض في الولايات المتحدة وإسبانيا.   كانت هالبر منتجًا مشاركًا لفيلم تيم روبينز وفيلم DCTV Embedded Live (أيضًا في عام 2005)، استنادًا إلى مسرحية روبنز بنفس الاسم.   عُرض فيلم Embedded Live في مهرجان البندقية السينمائي وقناة صندانس.  كانت منتجة مشاركة لفيلم Free to Fly: The US-Cuba Link (2004) للمخرجة إستيلا برافو، والذي تناول القيود المفروضة على السفر بين كوبا والولايات المتحدة.   عُرض Free to Fly في مهرجان هافانا السينمائي ومهرجان لوس أنجلوس السينمائي الدولي اللاتيني.  أخرجت وأنتجت فيلم Commie Camp (2013)، بعنوان في الأصل Another Camp Is Possible، هو فيلم وثائقي عن المعسكر الصيفي اليهودي كامب كيندرلاند، الذي كانت هالبر تذهب إليه، وحيث كانت أمها وجدتها تعملان.     شاركت أيضًا في إخراج فيلم «مواجهة الفاشية: سكان نيويورك يتذكرون الحرب الأهلية الإسبانية»، وهو فيديو لمعرض في متحف مدينة نيويورك. 

### التعليق السياسي
نشرت مقالات في نيويورك تايمز، كوميدي سنترال، ذا نيشن، جوكر، هافينغتون بوست، ألترنت، ديلي كوس، أوبن ليفت، ذا رو ستوري، جاكوبين، صالون، فايس، ذا جارديان، فيمينيستينغ، حيث كانت كاتب عمود ضيف.    
كانت تُستضاف للتعليق على قنوات على MSNBC،  يونغ توركس،  آر تي،   على قناة فوكس نيوز،  رايزينغ على صحيفة ذا هيل،    نيويورك تايمز، مجلة نيويورك، لوس انجليس تيامز، In These Times، Jazebel، Gawker، العد التنازلي مع كيث أولبرمان على MSNBC، سام سيدر شو، مارك مارون شو، راديو Sirius، WBAI، راديو XM ' P.O.T.U.S،  آلان كولمز شو. 
في سبتمبر 2022، رفضت شركة Rising بث مقطع من برنامجها الذي وصف فيه هالبر إسرائيل أنها "حكومة الفصل العنصري". وطردت بعد ذلك من العرض. 

### بودكاست
استضافت بالشراكة مع هيثر غولد بودكاست وبرنامج على يوتيوب «Morning Jew».   تستضيف الآن «كاتي هالبر شو»، البرنامج الإذاعي الأسبوعي على إذاعة WBAI. حظي العرض بالاهتمام عندما زعمت تارا ريد، المساعدة السابقة لجو بايدن في مجلس الشيوخ، خلال مقابلة مع هالبر تم إصدارها في بودكاست في 25 مارس 2020، أن بايدن اعتدى عليها جنسيًا في مبنى مكاتب الكابيتول هيل في عام 1993.   وقال متحدث باسم بايدن إن هذا الادعاء كاذب. 
في عام 2019، أطلقت بالشراكة مع مات تايبي بودكاست «بلهاء مفيدون» وشاركا منذ ذلك الحين في استضافته، قامت بالتوزيع شركة رولينج ستون.  وقد أظهر البودكاست منذ ذلك الحين مقابلات مع تولسي غابارد، ورو خانا، وأندرو يانغ، وبيرني ساندرز، ومايكل مور، وتيم روبنز، وجلين غرينوالد، ونورمان فينكلستين، وآرون ماتي، ودينيس كوسينيتش، ونعوم تشومسكي، وآدم مكاي، ولوكي، ورشيدة طليب، وروجر ووترورز.  في مارس 2021، أعلن مات تايبي أن شركة رولينج ستون لن تقوم البرنامج بعد الآن وسينتقل بدلاً من ذلك إلى Substack. 

## فيلموغرافيا
- Free to Fly: The US-Cuba Link (2004) — منتج مشارك
- Embedded Live (2005) — منتج مشارك
- La Memoria es Vaga (2005) — إخراج وإنتاج
- Commie Camp (2013) — إخراج وإنتاج

## روابط خارجية
- الموقع الرسمي
- كاتي هالبر في قاعدة بيانات الأفلام على الإنترنت